# レーモン・ベランジェ3世 (プロヴァンス伯)
レーモン・ベランジェ3世（フランス語：Raimond Bérenger III, 1158年ごろ - 1181年4月5日）は、プロヴァンス伯（在位：1173年 - 1181年）。バルセロナ伯ラモン・バランゲー4世とアラゴン女王ペトロニラの次男。1173年まで名はペドロ・デ・アラゴン（Pedro de Aragón）であり、父ラモン・バランゲー4世の遺言にはペドロの名で記されている。兄アラゴン王アルフォンソ2世が嗣子なく死去した場合には、レーモン・ベランジェがアラゴン王位を継ぐこととなっていた。

## 生涯
1162年に父の死の床で述べた遺言では、レーモン・ベランジェはサルダーニャ伯領、カルカソンヌ領およびナルボンヌに対する権利を相続するとされていたが、実際にはレーモン・ベランジェがこれらの領地を統治することはなかった。1168年、アラゴン王アルフォンソ2世が幼少の間に置かれた摂政団は、1166年にプロヴァンス伯レーモン・ベランジェ2世が死去した後、サルダーニャ伯領の統治を弟サンチョに委ねた。レーモン・ベランジェは1162年から1168年までの間にサルダーニャ伯ペドロ1世と記されることがあるが、この時期レーモン・ベランジェは4歳から8歳であった。
1166年以降、アルフォンソ2世の摂政団は外交的および軍事的活動により野心を抱くトゥールーズ伯と戦い、その結果アルフォンソ2世はミジャレス領主、ロデス領主および領内の他の領主に、上級領主およびプロヴァンス伯として認められた。同様に、ニーム子爵ベルナルド・デ・アトン、ベジエ子爵・カルカソンヌ子爵ライムンド1世・トランカヴェル（1167年没）およびその死後息子のロジェ・トランカヴェルも、アルフォンソ2世により封じられた。
1173年、兄アルフォンソ2世が16歳となり成年に達し、サンチャ・デ・カスティーリャと結婚した。同年、アルフォンソ2世は1歳下の弟ペドロにプロヴァンス伯領を与え、ペドロはレーモン・ベランジェの名でプロヴァンスを支配した。1176年、レーモン・ベランジェは弟サンチョと共にニース遠征に参加した。
レーモン・ベランジェは、ラングドックおよびアラゴン王国の領主らとトゥールーズ伯との戦いにおいて、1181年4月5日にアデマール・ド・ミュルヴィエルの部下により殺害された。
レーモン・ベランジェの死後、アルフォンソ2世は弟サルダーニャ伯サンチョにプロヴァンス伯領を与えた。